# Болгаристика
Болгари́стика (болг. Българистика) — междисциплинарная гуманитарная дисциплина, изучающая болгарский язык и болгарскую культуру. У истоков научной дисциплины стоял Юрий Иванович Венелин, написавший труд «Древние и нынешние болгаре» (1829).
Крупнейший научный центр — Болгарская академия наук. Общественные организации — Международная академия болгароведения, инновации и культуроведения

## Ведущие российские научные центры
- Институт славяноведения РАН
- Исторический факультет МГУ
- Факультет иностранных языков и регионоведения МГУ
- Филологический факультет МГУ
- Филологический факультет СПбГУ

## Болгаристы
См. Категория:Болгаристы